# Ivo Petrinović
Ivo Petrinović, hrvaški pravnik, pedagog in akademik, * 1929, † 2003.
Ivo Petrinović je bil predavatelj pravne zgodovine in zgodovine političnih idej na Hrvaškem na Pravni fakulteti v Splitu in član Hrvaške akademije znanosti in umetnosti.